# El Periódico Latino
El Periódico Latino es un medio de comunicación dirigido a la comunidad latina residente en España y es gestionado, administrado y producido por la Asociación El Periódico Latino. Fundado en julio de 2007, con registro español número G65214066. Fue creado para servir como medio de comunicación de todas las asociaciones latinas que funcionan en España. El Periódico Latino recoge información sobre España, Latinoamérica y el resto de mundo, y lo presenta de una manera corta y resumida.
La Asociación El Periódico Latino es administrada por una directiva compuesta por comunicadores latinos residentes en España: Lester Burton Ponce que es el presidente y actual director del periódico. El Periódico Latino es propiedad de todos los miembros de la Asociación y maneja otros medios encaminados a mantener informados a los inmigrantes latinos en España, para ello el rotativo informa sobre trámites migratorios, gestiones ante las autoridades y actividades de las diferentes asociaciones latinas que funcionan en todo el país. 